# Jump Square
Jump Square (japonês: ジャンプスクエア, Hepburn: Janpu Sukuea), também escrito Jump SQ. (ジャンプSQ.), é uma revista mensal que lança mangás japoneses da demografia shonen , com uma tiragem de mais de 500 mil cópias. Publicada pela editora Shueisha, a revista estreou em 02 novembro de 2007 como uma substituta para a também revista da Shueisha, Monthly Shonen Jump. A revista é uma parte da linha de revistas Jump. Os títulos de mangá serializados na revista também são publicados em volumes tankobon sob o rótulo Jump Comics, assim como na famosa Weekly Shonen Jump.

## História
Jump Square, também chamado de Jump SQ., foi criada como uma substituta para uma revista mensal da editora Shueisha. Um dos significados mais famosos para o título da revista é o seguinte: Jump SQ (Jump Suprema Qualidade). Quatro séries de mangá foram temporariamente mudadas da semanal Shonen Jump para a Jump Square. Estas quatro séries, Tegami Bachi, Rosario + Vampire, Claymore, e Gag Manga Biyori estavam entre as séries da primeira edição da revista.

## Circulação
Quando a Jump Square foi lançada, a impressão inicial era de 500 mil cópias. Como 90% das cópias foram vendidas na capital, e 70% no resto do Japão durante os primeiros três dias, a editora Shueisha mandou imprimir uma tiragem adicional de 100 mil cópias para ajudar a atender a demanda sob o título, que vieram amarradas numa tira com o rótulo 緊急重版出来!! ("Impressão de Emergência!!"). A segunda edição também vendeu bem, exigindo uma segunda tiragem de 60 mil exemplares. A impressão de cópias adicionais não é muito comum no mercado japonês de mangás. Segundo dados da revista JMPA, durante o período de Julho a Setembro de 2008 a tiragem foi de 390 mil cópias.

## Séries

### Séries lançadas
2007
| Título da série                                                                                  | Autor                                    | Edição de Início | Edição de Encerramento |                                                               |
| ------------------------------------------------------------------------------------------------ | ---------------------------------------- | ---------------- | ---------------------- | ------------------------------------------------------------- |
| Gag Manga Biyori (ギャグマンガ日和)                                                              | Kōsuke Masuda                            | Dezembro de 2007 | Em publicação          | Movido da Monthly Shōnen Jump                                 |
| CLAYMORE                                                                                         | Norihiro Yagi                            | Dezembro de 2007 | Em publicação          | Movido da Monthly Shōnen Jump                                 |
| Rosario + Vampire Season II (ギャグマンガ日和ロザリオとバンパイア season II)                     | Akihisa Ikeda                            | Dezembro de 2007 | Em publicação          | Movido da Monthly Shōnen Jump                                 |
| Tegami Bachi (テガミバチ)                                                                        | Hiroyuki Asada                           | Dezembro de 2007 | Em publicação          | Movido da Monthly Shōnen Jump                                 |
| Akiba Zaijuu (アキバザイジュウ)                                                                  | Daisuke Kadokuni                         | Dezembro de 2007 | Agosto de 2008         | Mangá de relatos de autor sobre Akihabara                     |
| Embalming -THE ANOTHER TALE OF FRANKENSTEIN- (エンバーミング -THE ANOTHER TALE OF FRANKENSTEIN-) | Nobuhiro Watsuki, Kaoru Kurosaki         | Dezembro de 2007 | Em publicação          | Em hiatus de março de 2012 até o Outono japonês do mesmo ano. |
| Kiyoku Tadashiku Utsukushiku (清く正しく美しく)                                                  | Taantancheku (たあたんちぇっく),Ufotable | Dezembro de 2007 | Março de 2008          | Publicado online de Março até Setembro de 2009.               |
| Kure-nai (紅 kure-nai)                                                                           | Yamato Yamamoto, Daisuke Furuya          | Dezembro de 2007 | Em publicação          | Obra original de Kentaro Katayama, roteiro de Hideaki Koyasu  |
| Sekai no Chūshin de Taiyou ni Hoeru (世界の中心で太陽にほえる)                                   | Maeda Ponse                              | Dezembro de 2007 | Agosto de 2008         | Publicado online de Agosto até Outubro de 2008.               |
| Tsumikabatsu (罪花罰)                                                                            | Honemaru Mikami                          | Dezembro de 2007 | Outubro de 2010        |                                                               |
| TISTA                                                                                            | Tatsuya Endō                             | Dezembro de 2007 | Agosto de 2008         |                                                               |
| Tales of Innocence                                                                               | Hiroyuki Kaidō                           | Dezembro de 2007 | Junho de 2008          | Publicado online até Setembro de 2008.                        |
| Dragonaut: The Resonance- (ドラゴノーツ -THE RESONANCE-)                                         | Satoshi Kinoshita                        | Dezembro de 2007 | Maio de 2008           |                                                               |
| PARMAN no Jōnetsuteki na Hibi (PARマンの情熱的な日々)                                            | Fujiko Fujio A                           | Dezembro de 2007 | Em publicação          |                                                               |
| Patoinu (パト犬)                                                                                 | Masanori Katakura                        | Dezembro de 2007 | Novembro de 2008       |                                                               |
| Mahou no Ryōri Chaos Kitchen (魔法の料理 かおすキッチン)                                         | Shōta Hattori                            | Dezembro de 2007 | Junho de 2009          | Publicado online de Junho até Setembro de 2009                |
| Matsuri Special (まつりスペシャル)                                                               | Yōko Kamio                               | Dezembro de 2007 | Outubro de 2009        |                                                               |
| Luck Stealer                                                                                     | Hajime Kazu                              | Dezembro de 2007 | Outubro de 2009        |                                                               |

2008
| Título da série                                      | Autor                             | Edição de Início | Edição de Encerramento |                                                                        |
| ---------------------------------------------------- | --------------------------------- | ---------------- | ---------------------- | ---------------------------------------------------------------------- |
| Shiki (屍鬼)                                         | Ryū Fujisaki,Ono Fuyumi           | Janeiro de 2008  | Julho de 2011          |                                                                        |
| Hōkago Wind Orchestra (放課後ウインド・オーケストラ) | Yuichirō Usa                      | Abril de 2008    | Junho de 2009          | Capítulo final publicado na Jump Square II número 3                    |
| Binbōgami ga! (貧乏神が!)                            | Yoshiaki Sukeno                   | Julho de 2008    | Em publicação          |                                                                        |
| Kuzumotosanchi no Yonkyōdai (葛本さんちの四兄弟)     | Satoshi Kinoshita                 | Agosto de 2008   | Julho de 2009          |                                                                        |
| Yoku Wakaru Gendai Mahou (よくわかる現代魔法)        | Miki Miyashita,Hiroshi Sakurazaka | Setembro de 2008 | Outubro de 2009        |                                                                        |
| Genkaku Picasso (幻覚ピカソ)                         | Usamaru Furuya                    | Outubro de 2008  | Maio de 2010           |                                                                        |
| Airebo -Ice Revolution- (アイレボ -Ice Revolution-)  | Yōhei Takemura, Aya Tsutsumi      | Dezembro de 2008 | Agosto de 2009         | Capítulo 10 publicado online, Capítulo 11(final) exclusivo do Tankobon |
| Hōkago no Ōjisama (放課後の王子様)                   | Kenichi Sakura, Takeshi Konomi    | Dezembro de 2008 | Em publicação          |                                                                        |

2009
| Título da série                                        | Autor                   | Edição de Início  | Edição de Encerramento |                                          |
| ------------------------------------------------------ | ----------------------- | ----------------- | ---------------------- | ---------------------------------------- |
| Kekkai Sensen -Mafuugai Kessha- (血界戦線-魔封街結社-) | Yasuhiro Naitō          | Fevereiro de 2009 | Abril de 2009          | Histórias curtas                         |
| Kikoudōji ULTIMO (機巧童子ULTIMO)                      | Hiroyuki Takei,Stan Lee | Março de 2009     | Fevereiro de 2012      | Movido para Jump Square 19               |
| The New Prince of Tennis (新テニスの王子様)            | Takeshi Konomi          | Abril de 2009     | Em publicação          | De 1 a 3 capítulos por edição da Square. |
| Ao no Exorcist (青の祓魔師)                            | Kazue Kato              | Maio de 2009      | Em publicação          |                                          |
| Goshimei desu! (ご指名です!)                           | Mayu Shinjō             | Setembro de 2009  | Novembro de 2009       | Histórias curtas.                        |
| Dust to Dust                                           | Tokihiko Ishiki         | Outubro de 2009   | Dezembro de 2009       | Histórias curtas.                        |
| Dr. Rurru (Dr.るっる)                                  | Risō Maeda              | Novembro de 2009  | Outubro de 2010        |                                          |
| D.Gray-man                                             | Katsura Hoshino         | Dezembro de 2009  | Em publicação          | Movido da Weekly Shōnen Jump             |
| Shonbori Onsen (しょんぼり温泉)                        | Tobira Oda              | Dezembro de 2009  | Fevereiro de 2012      |                                          |

2010
| Título da série                                                  | Autor                        | Edição de Início  | Edição de Encerramento |                                                     |
| ---------------------------------------------------------------- | ---------------------------- | ----------------- | ---------------------- | --------------------------------------------------- |
| Kakkokawaii Sengen! (カッコカワイイ宣言!)                        | Jigoku no Misawa             | Fevereiro de 2010 | Em publicação          |                                                     |
| Mayoi Neko Overrun! (迷い猫オーバーラン!)                        | Kentaro Yabuki               | Fevereiro de 2010 | Setembro de 2010       | Movido para a Square Jump 19                        |
| Sengoku Basara 3 - Roar of Dragon (戦国BASARA3 -ROAR OF DRAGON-) | Capcom,Asagi Ooga            | Março de 2010     | Dezembro de 2010       |                                                     |
| Gekka Bijin (月華美刃)                                           | Tatsuya Endo                 | Junho de 2010     | Fevereiro de 2012      |                                                     |
| Donten Prism Solar Car (曇天・プリズム・ソーラーカー)            | Yūsuke Murata,Yasuo Ootagaki | Outubro de 2010   | Julho de 2011          |                                                     |
| ToLOVEru Darkness (To LOVEる -とらぶる- ダークネス)              | Kentaro Yabuki,Saki Hasemi   | Novembro de 2010  | Em publicação          | Continuação da obra publicada na Weekly Shōnen Jump |
| EXSamurai (エグザムライ)                                         | Yōichi Amano                 | Dezembro de 2010  | Agosto de 2011         |                                                     |

2011
| Título da série                                             | Autor                                       | Edição de Início  | Edição de Encerramento |                              |
| ----------------------------------------------------------- | ------------------------------------------- | ----------------- | ---------------------- | ---------------------------- |
| Mitocon (ミトコン)                                          | Man-gataro                                  | Fevereiro de 2011 | Outubro de 2011        |                              |
| GATE 7                                                      | CLAMP                                       | Março de 2011     | Em publicação          |                              |
| Boku to Majo no Jikan (ボクと魔女の時間)                    | Shin Arakawa                                | Maio de 2011      | Em publicação          |                              |
| Hanimero. (はにめろ。)                                      | Shiori Furukawa                             | Julho de 2011     | Junho de 2012          |                              |
| Hasebesan no iru Yakyūbu (長谷部さんのいる野球部)           | Shōgo Ueno                                  | Agosto de 2011    | Junho de 2012          |                              |
| Papa no iu koto wo Kikinasai! (パパのいうことを聞きなさい!) | Yōhei Takemura,Tomohiro Matsu,Yuka Nakajima | Setembro de 2011  | Abril de 2012          | Movido para a Jump Square 19 |

2012
| Título da série                                                                                     | Autor                          | Edição de Início  | Edição de Encerramento |                          |
| --------------------------------------------------------------------------------------------------- | ------------------------------ | ----------------- | ---------------------- | ------------------------ |
| Boku no Manga (ボクのマンガ)                                                                        | Ryōsuke Kataoka                | Janeiro de 2012   | Em publicação          |                          |
| 1/11 Jūichibun no Ichi (1/11 じゅういちぶんのいち)                                                  | Takatoshi Nakamura             | Fevereiro de 2012 | Em publicação          | Movido da Jump Square 19 |
| Gokigen Steady (ごきげんステディ)                                                                   | Shōsuke Yoshinogawa            | Março de 2012     | Em publicação          |                          |
| Teiichi no Kuni (帝一の國)                                                                          | Usamaru Furuya                 | Março de 2012     | Em publicação          | Movido da Jump Square 19 |
| Adashimono (あだしもの)                                                                             | Kumiko Yamamoto                | Abril de 2012     | Em publicação          | Movido da Jump Square 19 |
| Chiisa na Hiroba (ちいさな広場)                                                                     | Haruki Sakurai                 | Abril de 2012     | Em publicação          | Histórias Curtas         |
| Ano Hi Mita Hana no Namae wo Bokutachi wa Mada Shiranai. (あの日見た花の名前を僕達はまだ知らない。) | Mitsu Izumi, Chō Heiwa Busters | Maio de 2012      | Em publicação          |                          |
| Sen'yuu. (戦勇。)                                                                                   | Robinson Haruhara              | Junho de 2012     | Em publicação          |                          |
| Rurouni Kenshin -Cinema Ban- (るろうに剣心 -キネマ版-)                                              | Nobuhiro Watsuki               | Junho de 2012     | Em publicação          |                          |